# Nemzeti Újság
A Nemzeti Újság több magyar időszaki lap neve volt.
1. Politikai hírlap, amely a Hazai és Külföldi Tudósításokból alakult át 1840. január 1-jén, amikor új nevét felvette. Ekkor Nagy Pál szerkesztette a lapot, amelynek negyedrét alakját is ívrétre változtatta. A konzervatív párt közlönye volt. 1842. június 8-tól Kovacsóczy Mihály szerkesztette; 1844 II. félévben Majláth János gróffal együtt és 1845-től Lipthay Sándor vezetése mellett szerkesztette Illucz Oláh János. 1848 májusában a címét Nemzeti Politikai Hírlapra változtatta, majd december 31-jével megszűnt. Kiadta Kultsár István özvegye. Megjelent előbb kétszer, 1842-től négyszer hetenként, Hasznos mulatságok című melléklappal, negyedrét félíven, hetenként kétszer; ez azonban időközben (1842. december 31.) megszűnt.
2. Politikai és vegyes tartalmú hetilap volt. 1880-ban 31 száma jelent meg a laptulajdonos  Kulcsár Ernő szerkesztésében.
3. Politikai képes napilap, 1883-ban jelent meg 270 száma és 11 mutatványszáma; szerkesztői voltak: Polónyi Géza, július 25-től Déri Gyula és Somogyi Ede, kiadótulajdonos a „Corvina” volt.
4. Politikai napilap, a Nemzeti Párt orgánuma, szerkesztette 1894. június 17. után Günther Antal. 1896-tól felelős szerkesztője Korbuly József volt.
5. Politikai napilap, amely 1919 és 1944 között jelent meg, eredetileg a Központi Sajtóvállalat reggeli lapjaként. Mint korábban az Alkotmány című lap, a Nemzeti Újság is a konzervatív keresztény-nemzeti eszméket hirdette. Szerkesztője Turi Béla, majd később Tóth László volt.